# Pek
Pek är akademisk jargong för en vetenskaplig (publicerad) artikel, framför allt inom naturvetenskap och medicin. Ordet härstammar från pekoral, och började användas under 1920-talet för ett vetenskapligt arbete i nedsättande mening, men har med tiden kommit att användas i neutral betydelse.
Journalisten Barbro Alving visade att ordet använts av fångar för att beteckna meddelanden som skickas mellan de intagna. Även Curt Falkenstam har redogjort för denna användning av ordet.